# سهراب خسروی
سهراب خسروی (زاده ۹ اسفند ۱۳۵۵ در تهران) تدوین‌گر سینما اهل ایران است. وی به خاطر تدوین فیلم تابستان داغ، برندهٔ سیمرغ بلورین بهترین تدوین‌گر از سی و پنجمین جشنواره فیلم فجر شد. اولین تجربه کاری وی فیلم به رنگ ارغوان ساخته ابراهیم حاتمی کیا بوده است.

## فیلمشناسی

### تدوین
* پالایشگاه (۱۴۰۱)
- جزیره (۱۴۰۰)
- شبگرد (۱۴۰۰)
- آهنگ دونفره (۱۳۹۹)
- عنکبوت (۱۳۹۸)
- آبادان یازده ۶۰ (۱۳۹۸)
- مهمانخانه ماه نو (۱۳۹۷)
- مارموز (۱۳۹۷)
- سراسر شب (۱۳۹۷)
- تابستان داغ (۱۳۹۵)
- دم سرد (۱۳۹۵)
- سلام بمبئی (۱۳۹۴)
- هیلانه (۱۳۹۲)
- سریال شوق پرواز (۱۳۹۰)
- سریال شهر دقیانوس (۱۳۹۰)
- دونده زمین (۱۳۸۹)
- سیزده ۵۹ (۱۳۸۹)
- صدای پای من (۱۳۸۹)
- خاله سوسکه (۱۳۸۸)
- پوسته (۱۳۸۷)
- طاووسهای بی پر (۱۳۸۷)
- به نام پدر (۱۳۸۴)
- به رنگ ارغوان (۱۳۸۳) (همراه با ابراهیم حاتمی کیا)

## جوایز
- برندهٔ سیمرغ بلورین بهترین تدوین‌گر از سی و پنجمین دوره جشنواره فیلم فجر
- برنده جایزه یاس زرین از سومین جشنواره فیلم یاس[۲]
- کاندید بهترین تدوین از بیست و چهارمین دوره جشنواره فیلم فجر